# 会田肇
会田 肇（あいだ はじめ、1956年 - ）は、日本のカーライフアドバイザー。日本自動車ジャーナリスト協会会員。デジタルカメラグランプリ審査員。

## 来歴
1956年、茨城県生まれ。明治大学政経学部卒。モーターマガジン社に編集者として勤務。1987年よりフリージャーナリストへ転身。カーナビ、カーオーディオなど、車載の電化製品の取材や執筆を得意とする一方で、アウトドア系オーディオ・ビジュアル（AV）ライターの第一人者でもある。
カーナビについては、黎明期より進化の過程を追い続け、その発展形であるインフォテイメント系のレポートを行い、高度道路交通システム（ITS：Intelligent Transport Systems）関連を中心としたレポート活動も行っている。海外モーターショーやITS世界会議などのイベント取材にも積極的に足を運んでいる。
主な出版物に、『モーターマガジン』『カーナビLabo』『カーナビ＆カーオーディオ徹底ガイド』（いずれも『モーターマガジン社』）や『カーナビの選び方・使い方 最新カーナビ徹底解剖!!』（日本実業出版社）などがある。